# Кох, Фред
Фред Чейз Кох (англ. Fred Chase Koch, верное произношение Коук /ˈkoʊk/; 23 сентября 1900 — 17 ноября 1967) — американский инженер-химик и предприниматель, основатель компании по строительству нефтеперерабатывающих заводов, которая впоследствии получила название Koch Industries.

## Ранние годы и образование
Фред Кох родился в Куане, в штате Техас. Отец Фреда — Гарри Кох, иммигрант из Голландии. Мать — Мэтти (урождённая Миксон), уроженка Техаса .
С 1917 по 1919 год Ф. Кох учился в Институте Райса в Хьюстоне. В 1922 году окончил Массачусетский технологический институт (MIT), по специальности «химическое машиностроение».

## Деловая карьера
Начал карьеру в Техасской компании в Порт-Артуре, штат Техас, затем работал главным инженером в компании Medway Oil & Storage в Англии. В 1925 году вместе с однокурсником по MIT П. К. Кейтом поступил в компанию Keith-Winkler Engineering в Уичито, штат Канзас. После ухода Кейта в 1925 году компания получила название Winkler-Koch Engineering Company.
В 1927 году Кох усовершенствовал процесс термического крекинга нефти, что позволило мелким компаниям лучше конкурировать с крупными нефтяными компаниями. В ответ нефтяные тяжеловесы начали судебное преследование, подав против Коха 44 судебных иска. Кох выиграл все, кроме одного (который позже был отменен из-за того, что судья был подкуплен).
В 1925 году вступил в партнерство с Льюисом Винклером — бывшим сотрудником Universal Oil Products (ныне UOP LLC). Винклер разработал установку для крекинга тяжелой нефти. Однако его бывший работодатель подал иск на компанию «Винклер-Кох» за нарушение патентных прав. В ожидании передачи дела в суд «Винклер-Кох» подписала контракты на строительство нефтеперегонных заводов (НПЗ) своей конструкции в Советском Союзе, поскольку советские власти не признавали права интеллектуальной собственности.
Длительный судебный процесс препятствовал Winkler-Koch вести бизнес в США в течение нескольких лет, поэтому в 1929—1932 годах компания работала в СССР — строила НПЗ и обучала инженеров. Всего в годы первой «пятилетки» в СССР было построено пятнадцать современных НПЗ. Однако вскоре несколько советских инженеров были подвергнуты жестоким репрессиям. Кох был глубоко потрясен этим опытом и позже сожалел о своем сотрудничестве со сталинским режимом.
Кроме СССР компания строила НПЗ в странах Европы, Ближнего Востока и Азии. В том числе, Кох в партнёрстве с Уильямом Родсом Дэвисом построил НПЗ в Гамбурге — третий по величине НПЗ в Третьем рейхе. Проект завода был одобрен лично Адольфом Гитлером. Этот завод имел большое военное значение, поскольку был одним из немногих заводов в Германии, способных производить высокооктановое топливо, необходимое для истребителей. С 1928 по 1934 год было построено 39 установок крекинга тяжелой нефти.
В 1940 году Кох с новыми партнёрами основал компанию Wood River Oil and Refining Company, которая впоследствии стала известна как Koch Industries. В 1946 году компания приобрела НПЗ в Рок-Айленде и систему сбора сырой нефти недалеко от Дункана, шт. Оклахома. Позже компания «Вуд-Ривер» была переименована в Rock Island Oil and Refining Company. В 1966 году Кох передал управление компанией своему сыну Чарльзу Коху.

## Политические взгляды
После поездки в СССР в 1928 году Кох проникся ненавистью к коммунизму и режиму Сталина. О своём опыте в СССР Кох написал и издал 39-страничную брошюру «A Business Man Looks at Communism» («Взгляд бизнесмена на коммунизм»):46. В ней он также предупреждал об опасности захвата власти коммунистами в США :46:12. Отмечая, что «социализм является предшественником коммунизма»:27, Кох сообщал, что Советский Союз — это «страна голода, нищеты и террора» :5. Кох писал, что он совершил поездку по сельским районам и получил наглядное представление «в области коммунистических приёмов и методов»:5. В результате Кох решил, что должен противостоять советской угрозе в Америке.
В 1958 году Кох стал одним из основателей Общества Джона Бёрча — политической группы, выступающей против проникновения коммунистов в США и поддерживающей ограниченное правительство. Собрания руководителей Общества Джона Берча часто проходили в подвале дома Берча в Уичито, штат Канзас:49.
В 1958 году Кох содействовал внесению поправок в конституцию штата Канзас, известных как «Закон о праве на работу» :49.
Консерватизм Коха стал причиной того, что он отказался выводить свою компанию на фондовую биржу (см. листинг). Несмотря на значительный оборот и разнообразие бизнеса, Koch Industries до сих пор остаётся частной компанией.

## Личная жизнь
В 1932 году Кох женился на Мэри Клементине Робинсон (Mary Clementine Robinson) в Канзас-Сити, штат Миссури. Мэри была дочерью известного врача из Канзас-Сити — Эрнеста Франклина Робинсона. У Кохов было четыре сына: Фредерик (1933—2020), Чарльз (р. 1935) и близнецы Дэвид (1940—2019) и Уильям (р. 1940).
Скончался Фред в 1967 году от сердечного приступа на охоте.

### Комментарии
1. ↑  «Законы о праве на работу», действующие в рамках американского законодательства о труде[англ.] запрещают требовать от работников, не являющихся членами профсоюзов, оплачивать расходы, связанные с работой профсоюзов, там, где действуют коллективные договоры профсоюзов с работодателями[28]
2. ↑  На 2014 год годовая выручка  Koch Industries составляла $110 млрд, что делает ее крупнейшей частной компанией в США[30][31].

### Сноски
1. 1 2  Fred C. Koch // GeneaStar
2. 1 2 3  Dick Dilsaver (18 ноября 1967). Fred Koch, Industrialist, Dies in Utah. The Wichita Beacon.
3. ↑  The Mixon-Mixson family, Volume 3. — American Reference Publishers, 1975. Источник. Дата обращения: 22 февраля 2021. Архивировано 31 июля 2021 года.
4. 1 2 3  History. fmkfoundation.org. Fred C. and Mary R. Koch Foundation. Дата обращения: 1 мая 2010. Архивировано из оригинала 14 ноября 2013 года.
5. ↑  Liz Karagianis (Winter 2008). Empathy for Others: Alumnus gives $100M to create cancer institute. Spectrum. Massachusetts Institute of Technology. Архивировано 1 июня 2010. Дата обращения: 22 февраля 2021. His late father, Fred C. Koch, MIT class of '22, founded Koch Industries in 1925, made a fortune, and vowed to teach his four sons to become honorable, honest, and principled.
6. ↑  Memorial Tributes: National Academy of Engineering, Volume 2. — National Academy of Engineering, 1984. — ISBN 0-309-03482-5. Архивная копия от 2 апреля 2015 на Wayback Machine Источник. Дата обращения: 22 февраля 2021. Архивировано 2 апреля 2015 года.
7. 1 2 3  Continetti, Matthew (4 апреля 2011). The Paranoid Style in Liberal Politics. The Weekly Standard. Архивировано 15 апреля 2011.
8. 1 2  Graves, Lisa (10 июля 2014). The Koch Brothers: The Extremist Roots Run Deep. Архивировано 24 января 2021. Дата обращения: 25 июля 2015.
9. 1 2  Mayer, Jane (23 августа 2010). Covert Operations: The billionaire brothers who are waging a war against Obama. The New Yorker. Архивировано 7 октября 2012. Дата обращения: 22 февраля 2021.
10. ↑  Prof. Alexander Igolkin (1 ноября 2006). Learning From American Experience. Oil of Russia. Архивировано 8 мая 2020. Дата обращения: 22 февраля 2021.
11. ↑  Davies, Dave (19 января 2016). 'Hidden History' Of Koch Brothers Traces Their Childhood And Political Rise. NPR. Архивировано 27 ноября 2020. Дата обращения: 18 ноября 2020.
12. ↑  Dickinson, Tim (24 сентября 2014). Inside the Koch Brothers' Toxic Empire: Together, Charles and David Koch control one of the world's largest fortunes, which they are using to buy up our political system. But what they don't want you to know is how they made all that money. Rolling Stone Magazine. Архивировано 21 февраля 2021. Дата обращения: 18 ноября 2020.
13. ↑  Confessore, Nicholas (11 января 2016). Father of Koch Brothers Helped Build Nazi Oil Refinery, Book Says. The New York Times. Архивировано 12 января 2016. Дата обращения: 12 января 2016.
14. ↑  Mayer, Jane. Dark Money. — Anchor Books, 2017-01-24. — P. 36. — ISBN 978-0-307-94790-1.
15. ↑  Confessore, Nicholas (12 января 2016). Koch Executive Disputes Book's Account of Founder's Role in Nazi Refinery. New York Times. Архивировано 13 ноября 2020. Дата обращения: 23 февраля 2021.
16. ↑  J. Howard, Marshall II. Done in Oil: An Autobiography. — College Station : Texas A&M University Press, 1994. — ISBN 0-89096-533-1.
17. ↑  Bruce Upbin (14 декабря 1998). Creative destruction 101. Forbes.
18. ↑  Summary of Koch Industries History. sec.gov. U.S. Securities and Exchange Commission (14 ноября 2005). Дата обращения: 18 февраля 2010. Архивировано 4 июня 2011 года.
19. ↑  Daniel Fisher (13 марта 2006). Mr. Big. Forbes. Архивировано 12 августа 2017. Дата обращения: 22 февраля 2021.
20. ↑  Koch, Charles C. The Science of Success: How Market-Based Management Built the World's Largest Private Company. — John Wiley & Sons, Inc., 2007. — P. 6. — ISBN 978-0-470-13988-2.
21. 1 2  Leopold, Jason (30 июля 2014). Revealed: Koch brothers' politics reflect their father's anti-communism. Al Jazeera. Архивировано 26 июня 2015. Дата обращения: 15 июня 2015.
22. 1 2 3  Sons of Wichita. — ISBN 978-1455518739.
23. 1 2 3 4  Goldman, Andrew. The Billionaire's Party – David Koch is New York's second-richest man, a celebrated patron of the arts, and the tea party's wallet. New York (25 июля 2010). Дата обращения: 22 февраля 2021. Архивировано 16 февраля 2021 года.
24. 1 2 3  Koch, Fred C. A Business Man Looks at Communism. — Wichita, Kansas : self-published, 1960. Архивная копия от 14 августа 2011 на Wayback Machine Источник. Дата обращения: 7 июля 2022. Архивировано 14 августа 2011 года.
25. ↑  Diamond, Sara. Roads to Dominion: Right-Wing Movements and Political Power in the United States. — NY : Guilford Press, 1995. — P. 324. — ISBN 0-89862-862-8.
26. ↑  Gold, Matea (20 мая 2014). 17 things you didn't know about the Koch brothers. The Washington Post. Архивировано 30 июня 2015. Дата обращения: 28 июля 2015.
27. ↑  Kaufman, Dan (12 июня 2015). Scott Walker and the Fate of the Union. The New York Times. Архивировано 16 февраля 2021. Дата обращения: 21 августа 2015.
28. ↑  Employer/Union Rights and Obligations. National Labor Relations Board. Дата обращения: 7 июля 2017. Архивировано из оригинала 11 июля 2017 года.
29. ↑  Леонард, 2021, Предисловие.
30. ↑  America's Largest Private Companies. Forbes. Дата обращения: 24 февраля 2021. Архивировано 2 декабря 2012 года.
31. ↑  McCoy, Daniel. Koch Industries passes 100,000-employee milestone. American City Business Journals (31 января 2014). Архивировано 5 января 2016 года.
32. ↑  Wayne, Leslie. Survival of the Richest (ноябрь 1989). Дата обращения: 22 февраля 2021. Архивировано 16 февраля 2021 года.
33. ↑  For the ore/oil tanker named after Fred’s wife, see Mary R. Koch
34. ↑  Mixson Family Genealogy Архивная копия от 8 марта 2021 на Wayback Machine. Retrieved January 19, 2012